# Graphiurus surdus
Graphiurus surdus је врста глодара из породице пухова (Gliridae).

## Распрострањење
Ареал врсте је ограничен на мањи број држава. 
Врста је присутна у Камеруну, ДР Конгу, Екваторијалној Гвинеји и Габону.

## Станиште
Станиште врсте су шуме.

## Угроженост
Подаци о распрострањености ове врсте су недовољни.